# Aeroportul Stanthorpe
Aeroportul Stanthorpe (IATA: SNH, ICAO: YSPE) este un aeroport din Queensland, Australia ce deservește zona Stanthorpe⁠(d). A fost numit după zona deservită.
Situat la o altitudine de 885 m, aeroportul dispune de o singură pistă. Este operat de Southern Downs Region⁠(d).